# Afroestricus variabilis
Afroestricus variabilis là một loài ruồi trong họ Asilidae. Afroestricus variabilis được Engel miêu tả năm 1929.